# Campionati europei di nuoto 2010 - 800 metri stile libero femminili
Le qualifiche per la finale si sono svolte la mattina dell'11 agosto 2010, mentre la finale si è svolta la sera del 12 agosto 2010.

## Medaglie
| Posizione | Atleta                   | Paese     |
| --------- | ------------------------ | --------- |
| Oro       | Lotte Friis              | Danimarca |
| Argento   | Ophélie-Cyrielle Étienne | Francia   |
| Bronzo    | Federica Pellegrini      | Italia    |

## Record
Prima della manifestazione il record del mondo (RM), il record europeo (EU) e il record dei campionati (RC) erano i seguenti.
| Record mondiale       | 8'14"10 | Rebecca Adlington Regno Unito | 16 agosto 2008 Pechino, Cina     |
| Record europeo        | 8'14"10 | Rebecca Adlington Regno Unito | 16 agosto 2008 Pechino, Cina     |
| Record dei campionati | 8'19"29 | Laure Manaudou Francia        | 2 agosto 2006 Budapest, Ungheria |

Durante la competizione non sono stati migliorati record.

## Risultati batterie
| Pos. | Atleta                       | Nazionalità | Tempo   | Batteria | Corsia | Note |
| ---- | ---------------------------- | ----------- | ------- | -------- | ------ | ---- |
| 1    | Grainne Murphy               | Irlanda     | 8:28.91 | 2        | 6      |      |
| 2    | Lotte Friis                  | Danimarca   | 8:29.93 | 2        | 4      |      |
| 3    | Rebecca Adlington            | Regno Unito | 8:30.05 | 3        | 4      |      |
| 4    | Erika Villaécija             | Spagna      | 8:30.08 | 2        | 5      |      |
| 5    | Federica Pellegrini          | Italia      | 8:32.94 | 1        | 4      |      |
| 6    | Camelia Alina Potec          | Romania     | 8:33.08 | 3        | 5      |      |
| 7    | Ophélie-Cyrielle Étienne     | Francia     | 8:33.69 | 1        | 5      |      |
| 8    | Eider Santamaria Marin       | Spagna      | 8:38.54 | 2        | 3      |      |
| 9    | Nina Dittrich                | Austria     | 8:39.58 | 2        | 2      |      |
| 10   | Elena Sokolova               | Russia      | 8:40.53 | 1        | 2      |      |
| 11   | Tjaša Oder                   | Slovenia    | 8:44.08 | 1        | 3      |      |
| 12   | Spela Bohinc                 | Slovenia    | 8:44.94 | 1        | 7      |      |
| 13   | Ekaterina Seliverstova       | Russia      | 8:45.51 | 3        | 7      |      |
| 14   | Sasha Matthews               | Regno Unito | 8:45.58 | 3        | 3      |      |
| 15   | Amalie Emma Thomsen          | Danimarca   | 8:45.95 | 3        | 2      |      |
| 16   | Nina Cesar                   | Slovenia    | 8:46.62 | 1        | 6      |      |
| 17   | Joerdis Steinegger           | Austria     | 8:46.92 | 2        | 1      |      |
| 17   | Vivien Kadas                 | Ungheria    | 8:46.92 | 3        | 6      |      |
| 19   | EleftheriaEvgenia Efstathiou | Grecia      | 8:53.83 | 2        | 7      |      |
| 20   | Teja Zupan                   | Slovenia    | 8:58.43 | 3        | 1      |      |
| 21   | Yesim Giresunlu              | Turchia     | 8:59.39 | 3        | 8      |      |
| 22   | Vanessa Balogh               | Ungheria    | 9:03.24 | 1        | 1      |      |

## Finale
| Pos. | Atleta                   | Nazionalità | Corsia | Tempo   | Note |
| ---- | ------------------------ | ----------- | ------ | ------- | ---- |
|      | Lotte Friis              | Danimarca   | 5      | 8:23.27 |      |
|      | Ophélie-Cyrielle Étienne | Francia     | 1      | 8:24.00 |      |
|      | Federica Pellegrini      | Italia      | 2      | 8:24.99 |      |
| 4    | Grainne Murphy           | Irlanda     | 4      | 8:25.04 |      |
| 5    | Camelia Alina Potec      | Romania     | 7      | 8:26.81 |      |
| 6    | Erika Villaécija         | Spagna      | 6      | 8:27.07 |      |
| 7    | Rebecca Adlington        | Regno Unito | 3      | 8:27.48 |      |
| 8    | Eider Santamaria Marin   | Spagna      | 8      | 8:42.62 |      |